# Having Wonderful Time
 Having Wonderful Time és una comèdia americana d'Alfred Santell estrenada el 1938.

## Argument
Teddy Shaw, una mecanògrafa cansada de la seva rutinària vida a la ciutat, visita un càmping per desconnectar de tot i descansar-se. Allà coneix Chick, un advocat que treballa temporalment com a cambrer. Els dos iniciaran una relació que acabarà ben embolicada.

## Repartiment
- Ginger Rogers: Thelma 'Teddy' Shaw
- Douglas Fairbanks Jr.: Chick Kirkland
- Peggy Conklin: Fay Coleman
- Lucille Ball: Miriam 'Screwball'
- Lee Bowman: Buzzy Armbruster
- Eve Arden: Henrietta
- Dorothea Kent: Maxine
- Red Skelton: Itchy Faulkner
- Donald Meek: P.U. Rogers
- Jack Carson: Emil Beatty
- Clarence Wilson: M. G
- Allan Lane: Maxwell 'Mac' Pangwell
- Grady Sutton: Gus
- Shimen Ruskin: Shrimpo
- Dorothy Tree: Frances
- Leona Roberts: Sra. Shaw
- Harlan Briggs: M. Shaw
- Inez Courtney: Emma, la germana de Teddy
- Juanita Quigley: Mabel, la filla d'Emma
- Ann Miller: Vivian

## Obra de Broadway
La pel·lícula va ser basada en l'obra del mateix nom. El títol de l'obra al·ludeix una expressió freqüent a les cartes i postals que solien s'escriure per mantenir amics i familiars informats de les seves activitats durant les vacances. Va ser produïda per Marc Connelly, es va estrenar a Broadway al Lyceum Teatre i va estar en cartell del 20 de febrer de 1937 al 8 de gener de 1938.